# Virum-Sorgenfri HK
Le Virum-Sorgenfri HK est un club de handball fondé en 1941 situé à Virum (municipalité de Lyngby-Taarbæk) au Danemark. Il comporte une section masculine et une section féminine.

## Palmarès (hommes)
Compétitions nationales
- Vainqueur du Championnat du Danemark (1) : 1997
  - Vice-champion en 1996 et 2000
- Vainqueur de la Coupe du Danemark (1) : 1988

Compétitions internationales
- Finaliste de la Coupe EHF en 1997

## Personnalités liées au club
| Joueurs - Mikkel Hansen : joueur de 2000 à 2005 - Peter Henriksen : joueur de 1999-2001 - Christian Hjermind : joueur avant 1994 - Klavs Bruun Jørgensen : joueur avant 1998 et de 1999 à 2003 - Jan Jørgensen : joueur avant 1992 - Lars T. Jørgensen : joueur avant 2001 | Joueuses - Camilla Andersen : joueuse de 1985 à 1991 - Rikke Hørlykke : joueuse avant 1998 et de 2012 à 2013 Entraîneurs - Ulrik Wilbek : entraîneur de 1985 à 1988 |